# Umowa sprzedaży
Sprzedaż – umowa cywilnoprawna, zobowiązująca do odpłatnego przeniesienia własności rzeczy ze sprzedawcy na kupującego. Jej odpowiednikiem w odniesieniu do usług jest w kodeksie cywilnym umowa zlecenia; z kolei ustawa o podatku od towarów i usług ignoruje ww. podział, mówiąc o sprzedaży towarów i usług.

## Umowa sprzedaży w prawie polskim

### Charakterystyka umowy sprzedaży
Sprzedaż jest umową:
- konsensualną,
- odpłatną,
- wzajemną[1],
- dwustronnie zobowiązującą, z reguły wywołuje też skutki rozporządzające (przenoszące własność w prawie rzeczowym)[2],
- kauzalną.

### Forma umowy sprzedaży
- jeżeli przedmiotem sprzedaży jest ruchomość lub zwierzę, nie jest wymagane zachowanie formy szczególnej[3], chyba że przepisy szczególne stanowią inaczej; strony także mogą zastrzec formę szczególną pod określonym rygorem,
- jeżeli przedmiotem sprzedaży jest przedsiębiorstwo, wymagana jest forma pisemna z podpisami stron poświadczonymi notarialnie[4] (pod rygorem nieważności – ad solemnitatem),
- jeżeli przedmiotem sprzedaży jest nieruchomość, prawo użytkowania wieczystego lub spadek, wymagana jest forma aktu notarialnego[5] (pod rygorem nieważności – ad solemnitatem),
- jeżeli przy sprzedaży zastrzeżono prawo własności rzeczy sprzedanej, a rzecz została wydana kupującemu, to zastrzeżenie takie powinno być potwierdzone pismem[6]; skuteczność zastrzeżenia wobec wierzycieli kupującego zależy od tego, czy pismo ma datę pewną[7],
- przy sprzedaży na raty zastrzeżenie natychmiastowej wymagalności ceny może być dokonane tylko na piśmie przy zawarciu umowy[8],
- jeżeli umowa sprzedaży wymagała szczególnej formy, a sprzedawca na jej podstawie wykonuje zastrzeżone w niej prawo odkupu, musi zachować tę samą formę[9].

### Elementy umowy sprzedaży
Postanowienia istotne przedmiotowo (essentialia negotii), czyli elementy konstrukcyjne niezbędne do zakwalifikowania konkretnej umowy jako umowy sprzedaży to: określenie stron oraz określenie przedmiotu świadczeń każdej ze stron: określenie rzeczy i określenie ceny.

#### Strony umowy sprzedaży
Stroną umowy sprzedaży może być każdy podmiot: osoba fizyczna lub prawna, jednostka organizacyjna niebędąca osobą prawną, której ustawa przyznała zdolność prawną.

#### Przedmiot umowy sprzedaży
Przedmiotem umowy sprzedaży mogą być: rzeczy oznaczone indywidualnie albo co do gatunku, energie: elektryczna, wysokich ciśnień, gazowa, wodna, cieplna, woda, zwierzęta, prawa majątkowe zbywalne oraz zespoły rzeczy i praw. Rzecz będąca przedmiotem umowy sprzedaży nie musi stanowić własności sprzedawcy. Przedmiot umowy sprzedaży nie musi mieć ściśle skonkretyzowanej postaci w chwili zawierania umowy. Umowa może dotyczyć rzeczy mającej powstać w przyszłości.
Polski ustawodawca wprowadził ograniczenia co do przedmiotu sprzedaży. Nie mogą być przedmiotem umowy sprzedaży np. zabytki historyczne o dużym znaczeniu dla całego narodu. Istnieją też kategorie rzeczy co do których potrzebne jest spełnienie dodatkowych formalności, jak np. broń palna czy narkotyki.

#### Cena
Kupujący jest obowiązany do zapłaty sumy pieniężnej (ceny) określonej – w zakresie obrotu krajowego – co do zasady w walucie polskiej, której wysokość ma odpowiadać wartości przedmiotu sprzedaży (czyli cena ma być ekwiwalentna). Ekwiwalentność ceny jest rozumiana subiektywnie i może odbiegać od obiektywnej wartości rzeczy.

#### Obowiązki stron umowy
Obowiązki sprzedawcy: 
- obowiązek przeniesienia własności sprzedawanej rzeczy na kupującego,
- obowiązek wydania rzeczy kupującemu.

Jeżeli kupującym jest konsument, sprzedawca obowiązany jest niezwłocznie wydać rzecz kupującemu, nie później niż trzydzieści dni od dnia zawarcia umowy, chyba że umowa stanowi inaczej. W razie opóźnienia sprzedawcy kupujący może wyznaczyć dodatkowy termin do wydania rzeczy, a po jego bezskutecznym upływie może odstąpić od umowy.
Sprzedawca obowiązany jest przed zawarciem umowy udzielić kupującemu potrzebnych wyjaśnień o stosunkach prawnych i faktycznych dotyczących rzeczy. Sprzedawca obowiązany jest wydać posiadane przez siebie dokumenty, które dotyczą rzeczy. Jeżeli treść takiego dokumentu dotyczy także innych rzeczy, sprzedawca obowiązany jest wydać uwierzytelniony wyciąg z dokumentu. Ponadto, jeżeli jest to potrzebne do należytego korzystania z rzeczy zgodnie z jej przeznaczeniem, sprzedawca
obowiązany jest załączyć instrukcję i udzielić wyjaśnień dotyczących sposobu korzystania z rzeczy.
Jeżeli kupującym jest konsument, sprzedawca jest obowiązany udzielić mu przed zawarciem umowy jasnych, zrozumiałych i niewprowadzających w błąd informacji w języku polskim, wystarczających do prawidłowego i pełnego korzystania z rzeczy sprzedanej. W szczególności należy podać: rodzaj rzeczy, określenie jej producenta lub importera, znak bezpieczeństwa i znak zgodności wymagane przez odrębne przepisy, informacje o dopuszczeniu do obrotu w Rzeczypospolitej Polskiej oraz, stosownie do rodzaju rzeczy, określenie jego energochłonności, a także inne dane wskazane w odrębnych przepisach. Jeżeli rzecz jest sprzedawana w opakowaniu jednostkowym lub w zestawie, informacje, o których mowa powyżej, powinny znajdować się na rzeczy sprzedanej lub być z nią trwale połączone. W pozostałych przypadkach sprzedawca jest obowiązany umieścić w miejscu sprzedaży informację, która może być ograniczona do rodzaju rzeczy, jej głównej cechy użytkowej oraz wskazania producenta lub importera rzeczy. Sprzedawca jest obowiązany zapewnić w miejscu sprzedaży odpowiednie warunki techniczno–organizacyjne umożliwiające dokonanie wyboru rzeczy sprzedanej i sprawdzenie jej jakości, kompletności oraz funkcjonowania głównych mechanizmów i podstawowych podzespołów. Na żądanie kupującego sprzedawca jest obowiązany wyjaśnić znaczenie poszczególnych postanowień umowy. Sprzedawca jest obowiązany wydać kupującemu wraz z rzeczą sprzedaną wszystkie elementy jej wyposażenia oraz sporządzone w języku polskim instrukcje obsługi, konserwacji i inne dokumenty wymagane przez odrębne przepisy.
Obowiązki kupującego:
- obowiązek zapłaty ceny w gotówce lub równowartości gotówki,
- obowiązek odebrania kupionej rzeczy.

### Szczególne rodzaje sprzedaży

#### Sprzedaż na raty
Podstawowe cechy tego rodzaju sprzedaży to:
- sprzedawcą musi być profesjonalista (osoba zawodowo trudniąca się sprzedażą), kupującym – osoba fizyczna,
- profesjonalista musi zawrzeć umowę w zakresie działalności swego przedsiębiorstwa,
- przedmiotem sprzedaży może być wyłącznie rzecz ruchoma,
- świadczenie umowne kupującego powinno być rozłożone w czasie, czyli cena jest płatna w ratach,
- świadczenie umowne sprzedawcy, a mianowicie wydanie rzeczy powinno być spełnione przed całkowitym spełnieniem świadczenia wzajemnego kupującego.

#### Zastrzeżenie własności rzeczy sprzedanej
Strony mogą zamieścić w umowie zastrzeżenie własności sprzedanego przedmiotu na rzecz sprzedawcy aż do chwili zapłaty ceny (pactum reservati dominii), skutkiem czego zastrzeżenie własności niebezpodstawnie uważa się za sposób zabezpieczenia wierzytelności sprzedawcy o zapłatę ceny.

#### Sprzedaż z prawem odkupu
Do umowy sprzedaży strony mogą wprowadzić postanowienie, że sprzedawca ma uprawnienie odkupienia od kupującego przedmiotu sprzedaży, aby stać się ponownie jego właścicielem (dochodzi wówczas do powstania prawa akcesoryjnego). Zastrzeżenie prawa odkupu może pełnić funkcję zabezpieczającą, jednakże wiąże się z pewnym ryzykiem dla sprzedawcy, ponieważ – jako skuteczne tylko między stronami – nie pozbawia kupującego faktycznej możności wykonywania wszelkich praw właściciela, które mu w pełni przysługują, a w tym np. sprzedaży rzeczy osobie trzeciej.

#### Sprzedaż z prawem pierwokupu
Prawo pierwokupu ogranicza uprawnionego (właściciela) co do swobody rozporządzania przedmiotem sprzedaży.
Prawo pierwokupu może wypływać bądź z przepisu prawa (ustawowe prawo pierwokupu), bądź z czynności prawnej (umowne prawo pierwokupu może zostać zastrzeżone np. w umowie sprzedaży, darowizny, dzierżawy, najmu). Prawo pierwokupu nie może być zastrzeżone na wypadek innej umowy niż sprzedaż (np. umowy darowizny, przy czym może mieć w niej swe źródło). Prawo pierwokupu stanowi zastrzeżenie uprawnienia pierwszeństwa przy kupnie oznaczonej rzeczy w razie, gdyby rzecz ta była komukolwiek sprzedawana. Obowiązek respektowania tego uprawnienia spoczywa na sprzedawcy rzeczy.

#### Sprzedaż konsumencka
Sprzedaż konsumencka to dawniej pojęcie ustawowe, obecnie pojęcie wyłącznie prawnicze (pojęcie nauki i praktyki prawa).